# Трояк
Трояк, трёхгрошевик, тригрошевик (пол. trojak, лат. grossus triplex — тройной грош) — серебряная польская монета номиналом три гроша.
Чеканка трояков началась с 1528 года (в Литве с 1546 года) Краковским и Торуньским монетными дворами, позднее (с 1580 года) практически всеми действующими монетными дворами Речи Посполитой. Выпуск трояка достиг наибольших размеров при короле Сигизмунде III в 1588—1627 годах. При нём этот номинал монет наравне с полуторагрошевиками стал одним из наиболее популярных. После длительного перерыва чеканка трояка возобновилась в 1650—1665 годах и 1684—1685 годах. Дальше их выпуск проходил эпизодически (в 1706, 1753—1756 и 1765-1794 годах).
Вес первых трояков, которые изготавливали из низкопробных немецких монет, равнялся 6,179 г (2,3 г чистого серебра), а позднее он изменялся согласно правительственным распоряжениям: от 1580 года — 2,4 грамма (приблизительно 2 грамма чистого серебра); 1604 года — 2,1 г (1,85 г чистого серебра); 1616 года — 1,88 г (1,53 г чистого серебра); 1623 года — 1,97 г (0,90 г чистого серебра); 1654 года — 0,93 г (0,82 г чистого серебра); 1677 года — 1,68 г (0,68 г чистого серебра). В 1765—1794 годах польские трояки выпускались из меди (первая попытка чеканки медного трояка была предпринята в 50-е годы XVIII века Августом III, но медный трояк Августа III так и остался пробной монетой). В 1794 году медные трояки чеканила Австрия для Галиции, в 1810—1814 годах — Варшавское герцогство, в 1815—1841 годах — Царство Польское и в 1835 году — вольный город Краков. Трояк был одной из самых распространенных монет в денежном обращении Украины XVI—XVII столетий. В украинских монетных кладах встречаются трояки, большей частью, польской и литовской чеканки, кроме того, прусские и рижские.